# كوارتنين جيرفي
كوارتنين جيرفي هي بحيرة متوسطة الحجم تقع في منطقة مستجمعات المياه الرئيسي لابوانجوكي. وهي تقع في منطقة بوهيانما الجنوبية في كورتين، فنلندا.

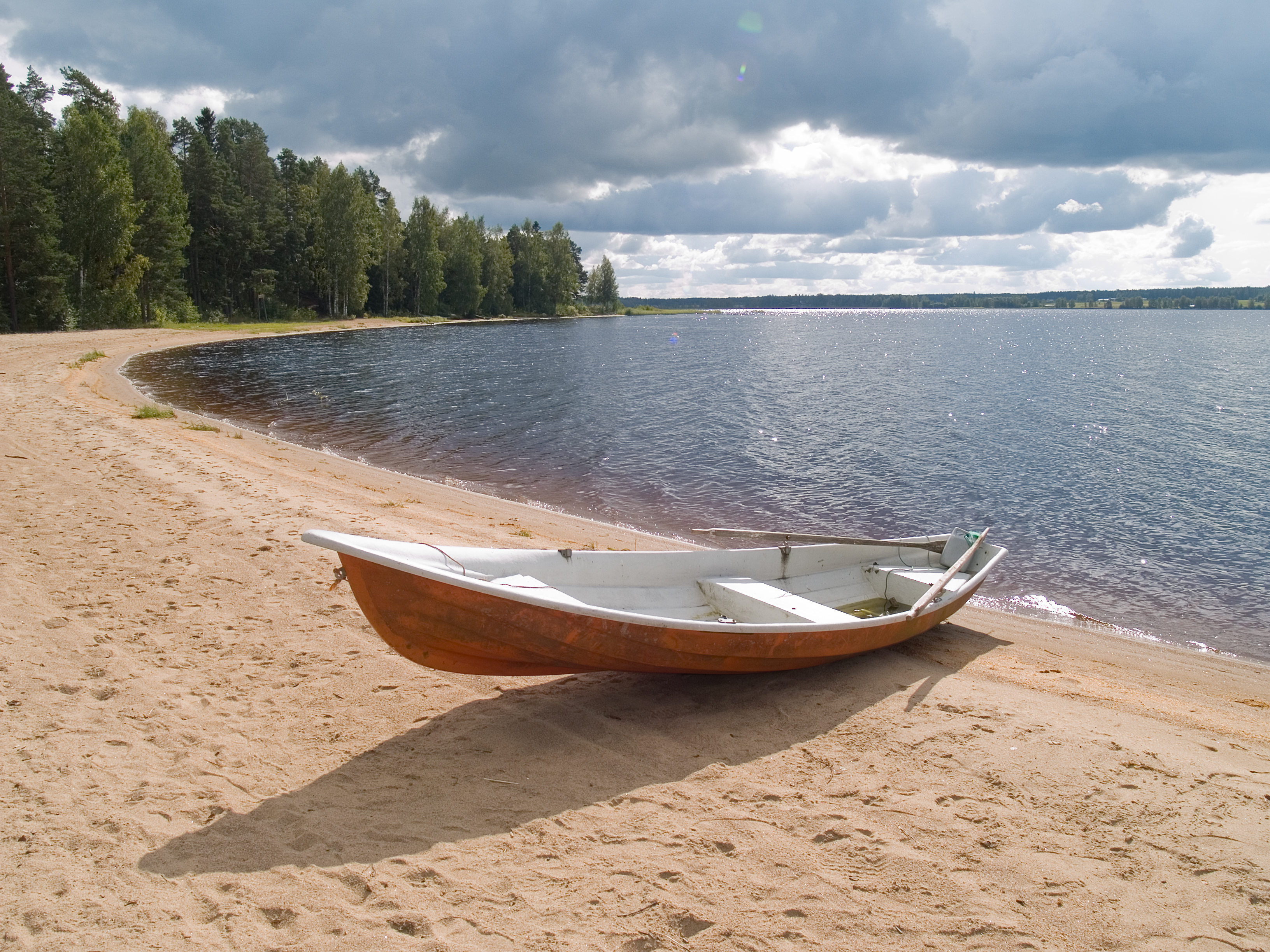
شاطئ كوارتنين جيرفي